# Korzenno
Korzenno – wieś w Polsce położona w województwie świętokrzyskim, w powiecie kieleckim, w gminie Raków.
21.02.1864 r. miała tu miejsce potyczka Powstania Styczniowego.
W latach 1954–1972 wieś należała i była siedzibą władz gromady Korzenno. W latach 1975–1998 miejscowość administracyjnie należała do województwa kieleckiego.
| SIMC    | Nazwa       | Rodzaj    |
| ------- | ----------- | --------- |
| 0265508 | Krośle      | część wsi |
| 0265490 | Podkorzenno | osada     |

## Dawne części wsi – obiekty fizjograficzne
W latach 70. XX wieku  opracowano spis lokalnych części integralnych dla gromady Korzenno.
| Wieś                | Części wsi                         | Obiekty fizjograficzne |
| ------------------- | ---------------------------------- | --- |
| I. Gromada KORZENNO |                                    | |
| 1. Korzenno         | 1. Celiny 2. Krośle 3. Podkorzenno | 1. Dąbrówka — pole, las 2. Dymarka — pole 3. Jagielno — las 4. Kopaliny — pole 5. Kroślicki — las 6. Kroślickie — pole 7. Pastwisko — las, zagajnik 8. Półanki — pole 9. Za Celinami — pole 10. Za Górą — pole 11. Zagórcze — las 12. Zawydrzysie — las |